# St.-Agatha-Kirche (Theilenhofen)

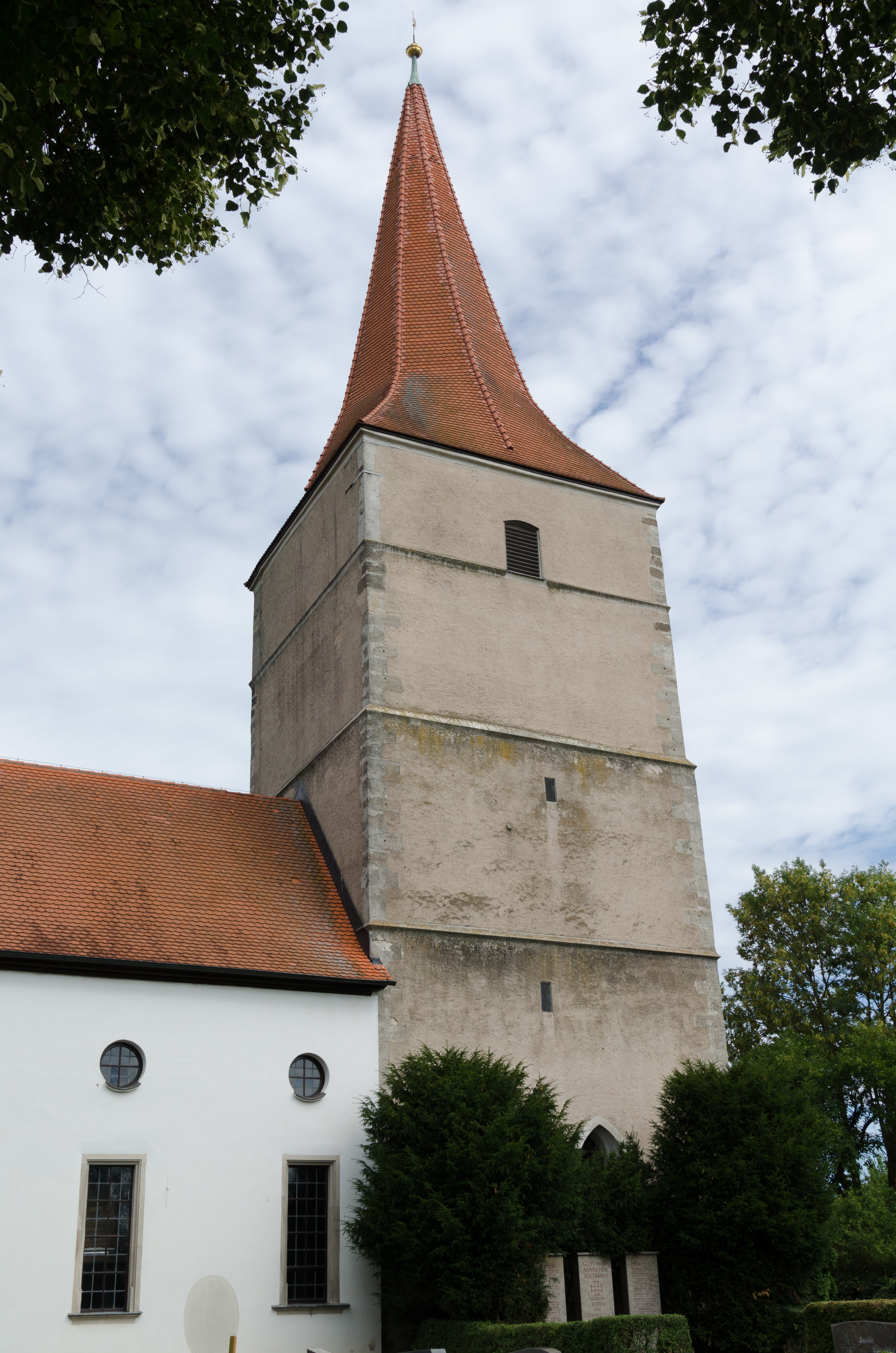
Die Kirche 2015

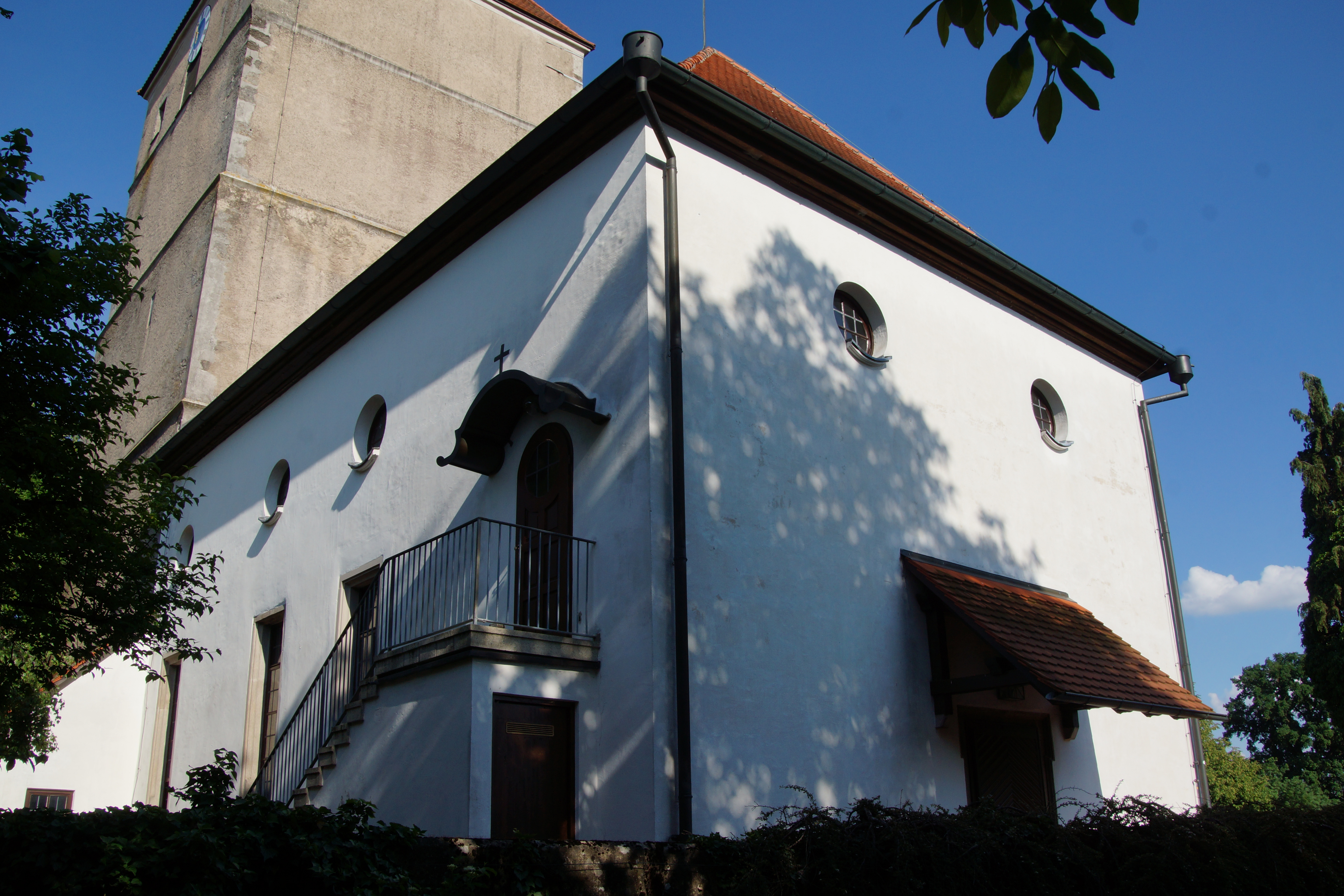
Das Langhaus vom Friedhof aus gesehen

Die St.-Agatha-Kirche ist eine evangelisch-lutherische Kirche im barocken Stil in Theilenhofen im mittelfränkischen Landkreis Weißenburg-Gunzenhausen. Das Bauwerk mit der postalischen Adresse Kirchenweg 1 ist unter der Denkmalnummer D-5-77-172-2 als Baudenkmal in die Bayerische Denkmalliste eingetragen. Die mittelalterlichen und frühneuzeitlichen untertägigen Bestandteile der Kirche sind zusätzlich als Bodendenkmal (Nummer: D-5-6931-0483) eingetragen. Das Patrozinium der Kirche ist die Hl. Agatha von Catania.
Das Bauwerk steht innerhalb des Theilenhofener Ortskerns südlich der Hauptstraße auf einer Höhe von 493 Metern über NHN umgeben vom Dorffriedhof.
Über die Vorgängerkirche ist wenig bekannt. Sie wurde angeblich über einem römischen Wachturm erbaut. Die Jahreszahl 1422, die an der Südostecke des Kirchturms in 3 m Höhe eingehauen ist, ist womöglich das Baudatum der Kirche. Wahrscheinlich war die Kirche eine Filialkirche der Pfarrei Alesheim. Der viergeschossige, ortsbildprägende Chorturm mit Spitzhelm stammt vom Vorgängerbau; das Langhaus vom Neubau des Jahres 1772. Der Altargemälde von 1666 zeigt die Auferstehung Jesu Christi. Der Kanzelkorpus stammt von 1666, der Schalldeckel aus dem 18. Jahrhundert. Die letzte große Renovierung der Kirche fand von 1980 bis 1984 statt. Die Wehrkirche weist einen massigen Kirchturm auf.
Über Chorbogen und Altarauszug sind Wappen der Marschälle von Pappenheim angebracht. Auf einer Rechteckplatte des Jahres 1712 bringt ein Pfarrer auf einem Feld Saatgut aus. Der Kirchhof ist von einer mittelalterlichen Mauer umgeben, die teilweise aus Steinen römischer Gebäude erbaut wurde. Im Kirchhof befindet sich ein klassizistisches Grabdenkmal von 1799 mit pyramidenförmigem Stumpf auf einem runden Sockel.
Seit 2003 bildet Theilenhofen zusammen mit den Kirchengemeinden Dornhausen, Gundelsheim, Wachenhofen und Wachstein einen Pfarreienverbund. Er gehört zum Dekanat Gunzenhausen im Kirchenkreis Ansbach-Würzburg der Evangelisch-Lutherischen Kirche in Bayern.